# Mirovická vrchovina
Mirovická vrchovina je geomorfologický okrsek, který se nachází ve střední a jižní části Březnické pahorkatiny. Ta je podcelkem Benešovske pahorkatiny. Je to plochá vrchovina na proterozoických mirotických ortorulách, má silně rozčleněný erozně denudační reliéf porušený příčnými zlomy směru SZ – JV s výraznými strukturními hřbety. Nejvyšší bod Pteč 633 m.